# Đại học Chiết Giang
Đại học Chiết Giang (tiếng Anh: Zhejiang University, viết tắt ZJU; tiếng Trung: 浙江大学; bính âm: Zhèjiāng Dàxué), thường được gọi tắt là Chiết Đại (浙大; Zhèdà), là một trường đại học nghiên cứu công lập thuộc Liên minh C9. Trường tọa lạc tại Hàng Châu, thủ phủ của tỉnh Chiết Giang. Được thành lập vào năm 1897, Đại học Chiết Giang là một trong những cơ sở giáo dục đại học lâu đời và uy tín nhất ở Trung Quốc. Trường đại học này được tổ chức thành 37 trường cao đẳng, viện đào tạo và khoa, cung cấp hơn 140 chương trình đại học và 300 chương trình sau đại học.
Chiết Đại không chỉ là Đại học Hạng A Đôi của Bộ Giáo dục mà còn là thành viên tích cực của Liên minh các trường đại học Đồng bằng Dương Tử, Hiệp hội các trường đại học vành đai Thái Bình Dương, Mạng lưới các trường đại học trên toàn thế giới, Hiệp hội Quốc tế các trường đại học, và Mạng lưới các trường đại học toàn cầu về đổi mới.
Trong số hơn 4.000 giảng viên tại trường, có 53 thành viên đến từ Viện Khoa học Trung Quốc và Viện Kỹ thuật Trung Quốc, 15 Giáo sư có thâm niên trong lĩnh vực khoa học xã hội, 164 Học giả Trường Giang, và 154 người nhận Quỹ Khoa học Quốc gia cho Học giả trẻ xuất sắc.
Đại học Chiết Giang duy trì 6 thư viện học thuật. Với hơn 7,9 triệu tập sách, bộ sưu tập của thư viện Chiết Đại đã trở thành một trong những bộ sưu tập học thuật lớn nhất Trung Quốc. Bên cạnh đó, trường còn có 7 bệnh viện trực thuộc, 1 bảo tàng, 2 viện liên kết quốc tế và hơn 200 tổ chức sinh viên.
Trong những năm gần đây, trường được nhiều bảng xếp hạng uy tín xếp vào top 100 trường đại học hàng đầu thế giới như Bảng xếp hạng chất lượng đại học thế giới (ARWU), Bảng xếp hạng đại học thế giới Times Higher Education (THE) và Bảng xếp hạng đại học thế giới Quacquarelli Symonds (QS). Theo bảng xếp hạng của Nature Index vào năm 2020, đầu ra nghiên cứu của Chiết Đại được xếp hạng 6 trong các trường Đại học ở Trung Quốc, thứ 7 ở Châu Á–Thái Bình Dương và thứ 18 trên thế giới trong số các trường đại học học thuật toàn cầu.

## Lịch sử

### Thời Thanh

Lâm Khải, người sáng lập ZJU

Năm 1897, Tri phủ Hàng Châu Lâm Khải (phồn thể: 林啓; giản thể: 林启; bính âm: Lín Qǐ; Wade–Giles: Lin Ch'i) đã thành lập "Thư viện Cầu Thị" (求是書院; 求是书院; Qiúshì Shūyuàn; Ch'iu-shih-shu-yüan). Đây là một trong những cơ sở giáo dục đầu tiên ở Trung Quốc áp dụng hệ thống giáo dục đại học của phương Tây. Theo hai sắc lệnh về trường cao đẳng do triều đình nhà Thanh ban bố dưới triều Hoàng đế Quang Tự, Thư viện Cầu Thị lần lượt được đổi tên thành Chiết Giang đại học đường (浙江大學堂; 浙江大学堂; Zhèjiāng Dàxuétáng) vào năm 1902, và thành Chiết Giang cao đẳng học đường (浙江高等学堂) vào năm 1903.

### 1912–1937
Năm 1912, sau khi Trung Hoa Dân Quốc thành lập, chính phủ Bắc Dương đã đổi tên Chiết Giang cao đẳng học đường thành Trường cao đẳng Chiết Giang (浙江高等学校; 'Chiết Giang cao đẳng học giáo'). Cũng trong năm này, Trường chuyên Y học Chiết Giang (浙江医学专门学校) được thành lập, sau này phát triển thành Viện Y học thuộc Trường Đại học Chiết Giang (thường gọi là "Chiết Y").
Năm 1927, sau khi chiếm được Hàng Châu trong cuộc chiến tranh bắc phạt, chính phủ Quốc dân đã thiết lập trường Đại học Quốc lập Trung Sơn thứ 3 (国立第三中山大学; 'Quốc lập đệ tam Trung Sơn đại học') tại vị trí trường cao đẳng Chiết Giang trên cơ sở nhiều trường cao đẳng để kỷ niệm ngày sinh của Tôn Trung Sơn. Ngày 1 tháng 4 năm 1928, trường được đổi tên thành "Đại học Chiết Giang". Đến ngày 1 tháng 7 cùng năm, hai chữ "Quốc lập" được thêm vào và trường trở thành "Đại học Quốc lập Chiết Giang" (國立浙江大學; 国立浙江大学; Guólì Zhèjiāng Dàxué; 'Quốc lập Chiết Giang Đại học'). Tháng 4 năm 1936, Tưởng Giới Thạch bổ nhiệm Trúc Khả Trinh làm hiểu trưởng Đại học Chiết Giang.

### 1937–1949, thời kỳ chiến tranh

Các nhà khoa học làm việc tại ZJU trong chiến tranh

Ngày 7 tháng 7 năm 1937, xảy ra sự kiện cầu Lư Câu, khởi đầu cho Chiến tranh Trung–Nhật; cuộc chiến nhanh chóng ảnh hưởng đến Đại học Chiết Giang. Tháng 11 cùng năm, dưới chỉ thị của Tưởng Giới Thạch, Trúc Khả Trinh đã huy động tất cả giáo viên, học sinh và nhân viên mang theo số lượng lớn sách vở và thiết bị dạy học sơ tán về Quý Châu. Giáo viên và học sinh đã dạy và học tại đây cho đến khi chiến tranh kết thúc vào năm 1946.
Được Joseph Needham mệnh danh là "Cambridge của phương Đông", Đại học Quốc lập Chiết Giang liên tục được xếp vào top 3 toàn quốc. Trong suốt khoảng thời gian này, Đại học Quốc lập Chiết Giang được xem là 1 trong 4 trường đại học nổi bật nhất của Trung Hoa Dân Quốc bên cạnh Đại học quốc lập Trung ương, Đại học Quốc lập Liên kết Tây Nam và Đại học Quốc lập Vũ Hán.

### 1952–1998
Trong quá trình điều chỉnh lại Hệ thống Giáo dục Đại học của Trung Quốc từ năm 1952, một số khoa và viện của Đại học Chiết Giang được tách thành các trường cao đẳng chuyên ngành. Trước năm 1952, Đại học Chiết Giang có tất cả 7 khoa: văn, lý, nông, công, pháp, y và sư phạm. Sau khi tiến hành điều chỉnh:
- Viện Lý học:
  - Hệ số học, vật lý, hóa học và sinh vật học được nhập vào Đại học Phục Đán.
  - Hệ dược học được nhập vào Thượng Hải đệ nhất y học viện (nay là Học viện Y Thượng Hải thuộc Đại học Phục Đán).
  - Hệ địa lý được chia ra nhập vào Đại học Sư phạm Hoa Đông và Đại học Nam Kinh.
- Viện Văn học và viện Sư Phạm
  - Hệ nhân loại học được nhập vào Đại học Phục Đán.
  - Một bộ phận của viện Văn học và viện Sư phạm nhập vào Đại học Sư phạm Hoa Đông.
- Viện pháp học bị hủy bỏ
- Viện y học được nhập vào Học viện Y Chiết Giang.
- Viện nông học trở thành Đại học Nông nghiệp Chiết Giang.
- Viện công học
  - Hệ hàng không của Đại học Chiết Giang cùng với các hệ tương ứng thuộc Đại học Trung ương và Đại học Giao thông được hợp nhất trở thành Học viện Hàng không Hoa Đông (nay là Đại học Công nghiệp Tây Bắc).
  - Hệ kiến trúc và thủy lợi được nhập vào Học viện Thủy lợi Hoa Đông (nay là Đại học Hà Hải)
  - Hệ điện cơ và điện tín được nhập vào Học viện công Nam Kinh (nay là Đại học Đông Nam)

### Sau năm 1998
Năm 1998, với sự chấp thuận của Quốc vụ viện, Đại học Chiết Giang mới được thành lập trên cơ sở kết hợp bốn trường đại học lớn và lâu đời ở Hàng Châu trong nửa thế kỷ trước là Đại học Chiết Giang, Đại học Hàng Châu, Đại học Nông nghiệp Chiết Giang và Đại học Y khoa Chiết Giang.
Vào ngày 21 tháng 9 năm 2006, tỷ phú Trung Quốc Đoàn Vĩnh Bình (cựu sinh viên Chiết Đại) và Đinh Lỗi (người gốc Chiết Giang) đã quyên tặng tổng cộng 40 triệu USD cho Đại học Chiết Gian. Đây là khoản tài trợ tư nhân lớn nhất dành cho một trường đại học ở Trung Quốc Đại lục. Một buổi lễ đã được tổ chức tại Cơ sở Tử Kim Cảng mới thành lập để nhận tiền quyên góp.

## Học thuật

Sảnh thư viện

Trường Y khoa

Đại học Chiết Giang là một trường đại học nghiên cứu toàn diện có tầm ảnh hưởng trong nước và quốc tế. Nghiên cứu tại Đại học Chiết Giang trải dài 12 ngành học: nông nghiệp, nghệ thuật, kinh tế, giáo dục, kỹ thuật, lịch sử, luật, văn học, quản lý, y học, khoa học tự nhiên và triết học. Trong bảng xếp hạng Chỉ số Khoa học Thiết yếu (ESI) của 22 ngành, Đại học Chiết Giang đứng trong top 1% trong 15 ngành và có tên trong 100 cơ sở đào tạo hàng đầu thế giới ở 4 ngành.

Tòa nhà lưỡi liềm

Năm 2018, kinh phí nghiên cứu tại Đại học Chiết Giang lên tới hơn 4,56 tỷ RMB (~ 680 triệu USD). Hơn một trăm dự án đang được nghiên cứu, mỗi dự án được tài trợ hơn 10 triệu RMB. Năm 2019, 2853 bằng sáng chế của Trung Quốc đã được cấp cho các nhà nghiên cứu ZJU và 8230 bài báo bao gồm SCI đã được xuất bản bởi các học giả ZJU.

### Giảng viên
Trong số khoảng 4191 giảng viên thường trực, hơn 1893 giảng viên có chức danh giáo sư. Đội ngũ giảng viên bao gồm: 26 thành viên của Học viện Khoa học Trung Quốc, 27 thành viên của Học viện Kỹ thuật Trung Quốc, 164 người đoạt giải thưởng học thuật Trường Giang, và 154 người nhận giải thưởng từ Quỹ Khoa học Quốc gia dành cho các học giả trẻ xuất sắc.

### Sinh viên
Năm 2020, có tổng cộng 60.739 sinh viên toàn thời gian theo học tại Đại học Chiết Giang, bao gồm 29.209 sinh viên đại học, 18.046 nghiên cứu sinh thạc sĩ và 13.485 nghiên cứu sinh tiến sĩ. Năm 2020, có 5.596 sinh viên quốc tế đang theo học tại Đại học Chiết Giang.

### Xếp hạng
Đại học Chiết Giang liên tục được xếp hạng trong số các trường đại học hàng đầu của Trung Quốc. Vào năm 2020, trường được xếp hạng thứ 38 trong số các trường đại học trên thế giới theo Bảng xếp hạng các tổ chức của SCImago. Theo bảng xếp hạng của Nature Index vào năm 2020, đầu ra nghiên cứu của Chiết Đại được xếp hạng 6 trong các trường Đại học ở Trung Quốc, thứ 7 ở Châu Á–Thái Bình Dương và thứ 18 trên thế giới trong số các trường đại học học thuật toàn cầu.

## Khuôn viên trường

### Cơ sở Ngọc Truyền

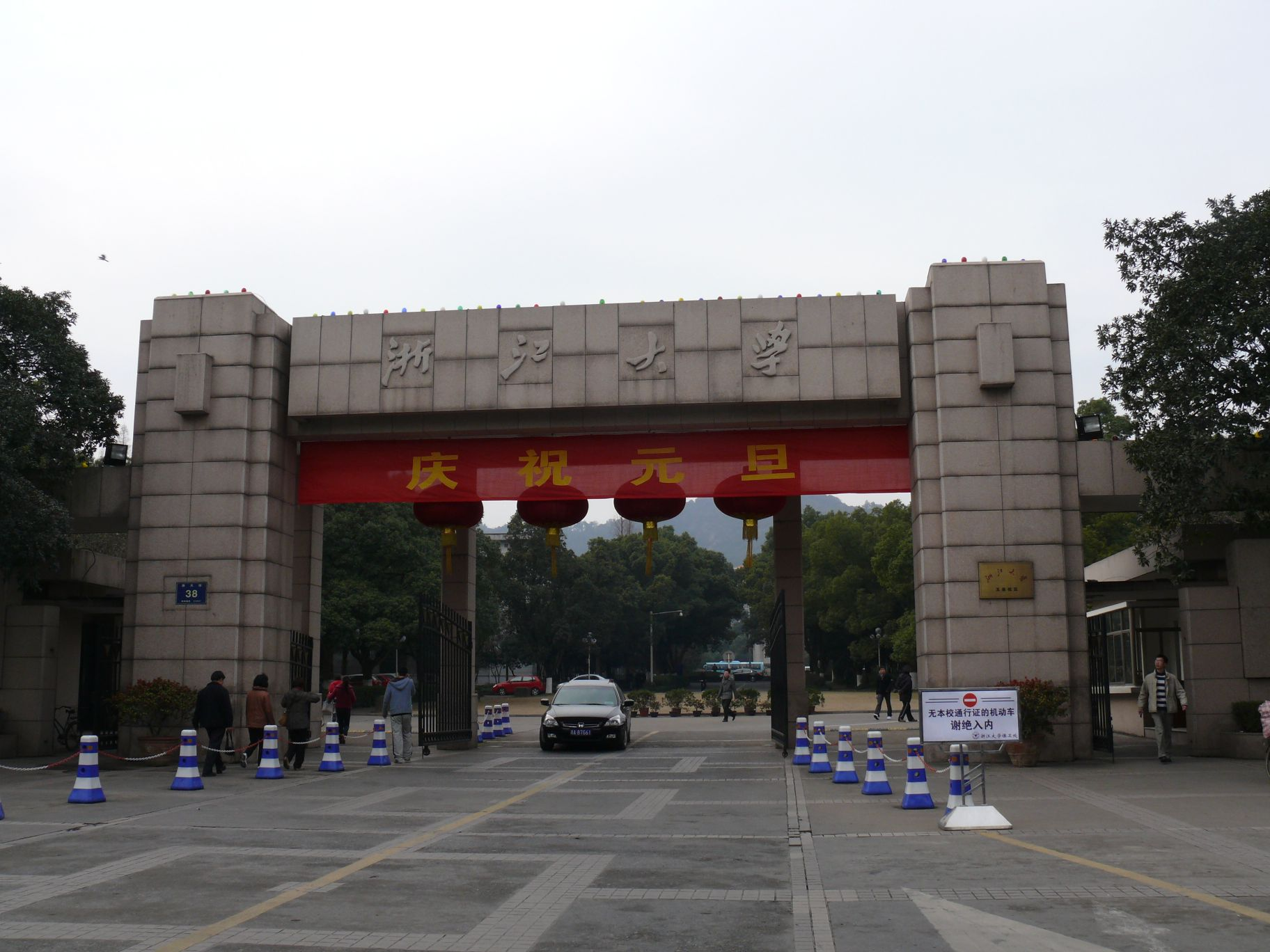
Cổng chính (cổng phía đông) của cơ sở Ngọc Truyền

Phân hiệu Ngọc Truyền (giản thể: 玉泉校区; phồn thể: 玉泉校區) tọa lạc tại số 38 đường Chiết Đại thuộc khu Tây Hồ, Hàng Châu là cơ sở cũ của Đại học Chiết Giang; sau khi được hợp nhất từ 4 trường cao đẳng, cơ sở này thường được gọi là "Lão Chiết Đại" (Chiết Đại cũ). Nơi này là cơ sở chính của kỹ thuật, khoa học máy tính và khoa học vật lý. Hầu hết sinh viên tại cơ sở Ngọc Truyền là nghiên cứu sinh trong các ngành học này. Đây là cơ sở chính của Đại học Chiết Giang cho đến khi cơ sở Tử Kim Cảng được xây dựng vào năm 2002.

### Cơ sở Tây Khê
Phân hiệu Tây Khê (giản thể: 西溪校区; phồn thể: 西溪校區) từng là Đại học Hàng Châu trước khi sáp nhập với Đại học Chiết Giang vào năm 1998. Khuôn viên trường có Khoa Tâm lý và Khoa học Hành vi, Trường Chủ nghĩa Mác, Trường Đại học Sư phạm và Trường Nhân văn.

### Cơ sở Hoa Gia Trì
Phân hiệu Hoa Gia Trì (giản thể: 华家池校区; phồn thể: 華家池校區) đóng vai trò là cơ sở nông nghiệp. Đây từng là Đại học Nông nghiệp Chiết Giang trước khi hợp nhất với Đại học Chiết Giang và trở thành phân hiệu Hoa Gia Trì cũ cho "Đại học Quốc lập Chiết Giang". Cơ sở Hoa Gia Trì là cơ sở lâu đời nhất của Đại học Chiết Giang.

### Cơ sở Chi Giang
Phân hiệu Chi Giang (giản thể: 之江校区; phồn thể: 之江校區) là quê hương của Trường Luật Quảng Hoa của Đại học Chiết Giang. Trước khi được Đại học Chiết Giang mua lại vào năm 1952, cơ sở Chi Giang từng là cơ sở chính của Đại học Chi Giang.

### Cơ sở Tử Kim Cảng
Phân hiệu Tử Kim Cảng (giản thể: 紫金港校区; phồn thể: 紫金港校區) đóng vai trò là cơ sở chính của Đại học Chiết Giang và nằm ở phía tây bắc của Hàng Châu. Cơ sở Tử Kim Cảng có một loạt các khoa và trường học, bao gồm Trường Cao đẳng Khoa học Dược phẩm, Trường Y khoa, Trường Cao đẳng Kỹ thuật Hóa học và Y sinh, Trường Kỹ thuật Hệ thống Sinh học và Khoa học Thực phẩm, Trường Cao đẳng Khoa học Động vật, Trường Cao đẳng Khoa học Đời sống, Trường Cao đẳng Xây dựng và Kiến trúc, Trường Cao đẳng Khoa học Tài nguyên và Môi trường, Trường Quản lý, và Trường Công,...

Cơ sở Kim Tử CảngCơ sở Kim Tử Cảng
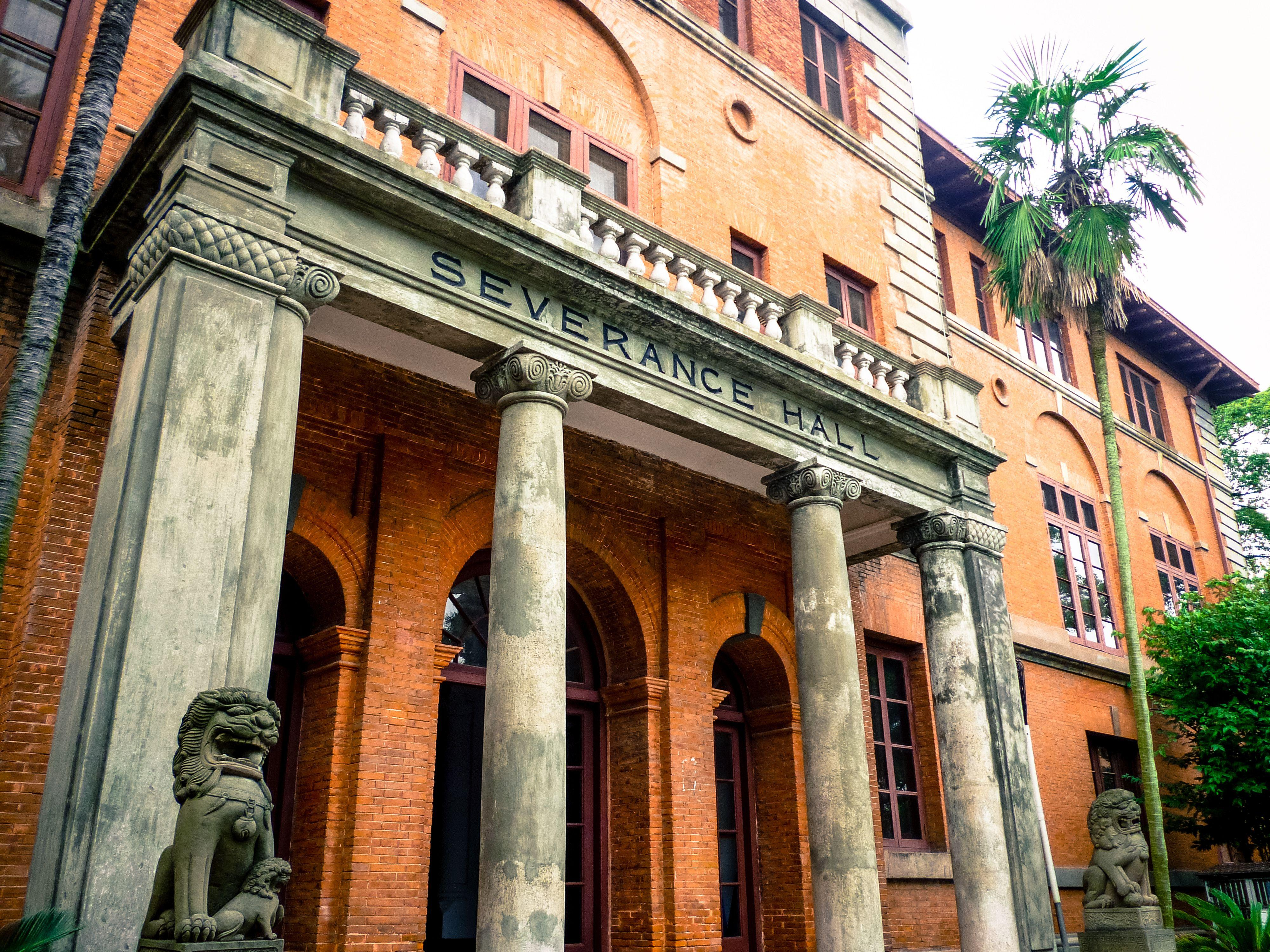
Hội trường tại cơ sở Kim Tử Cảng
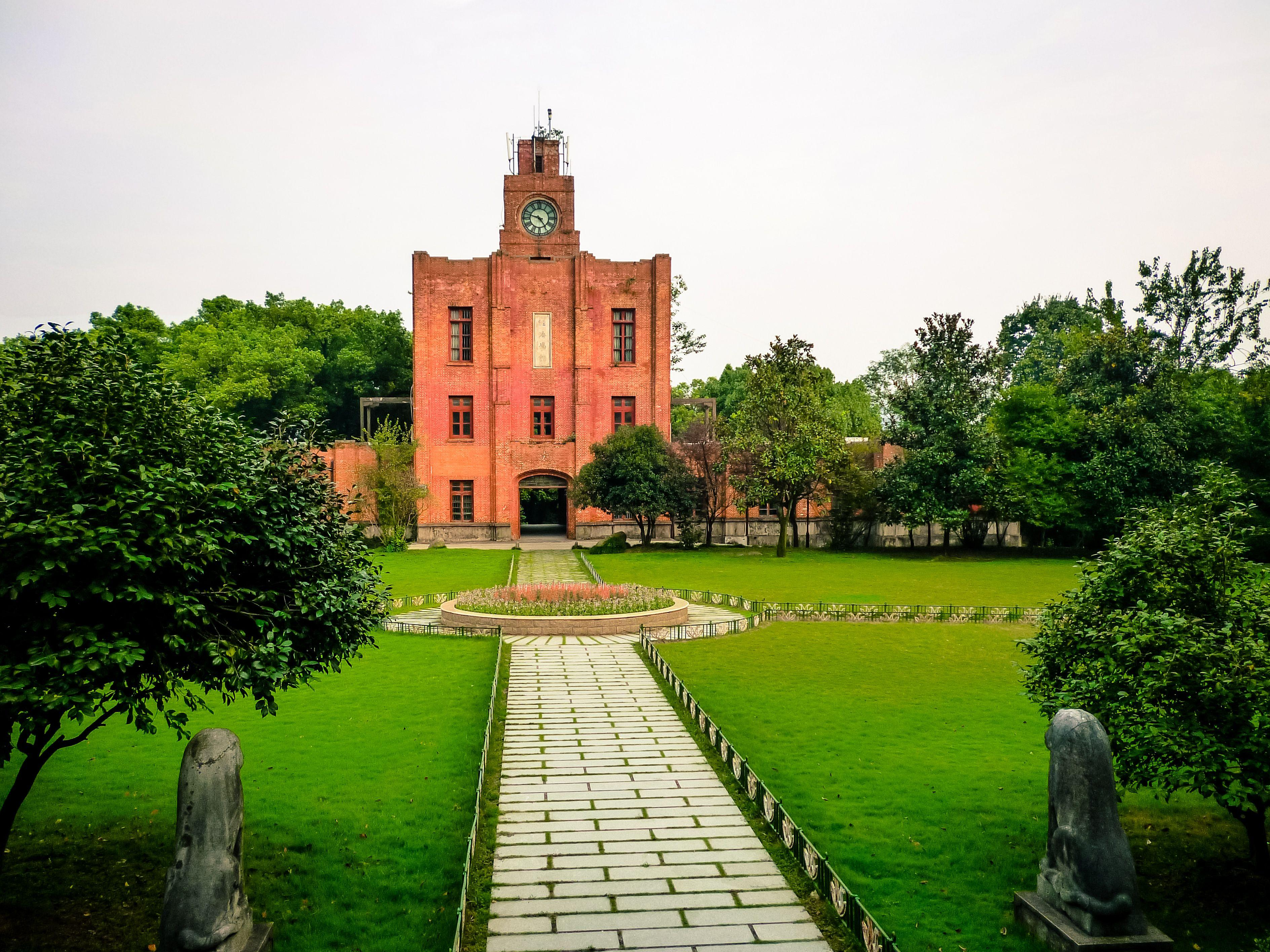
Cơ sở Kim Tử Cảng
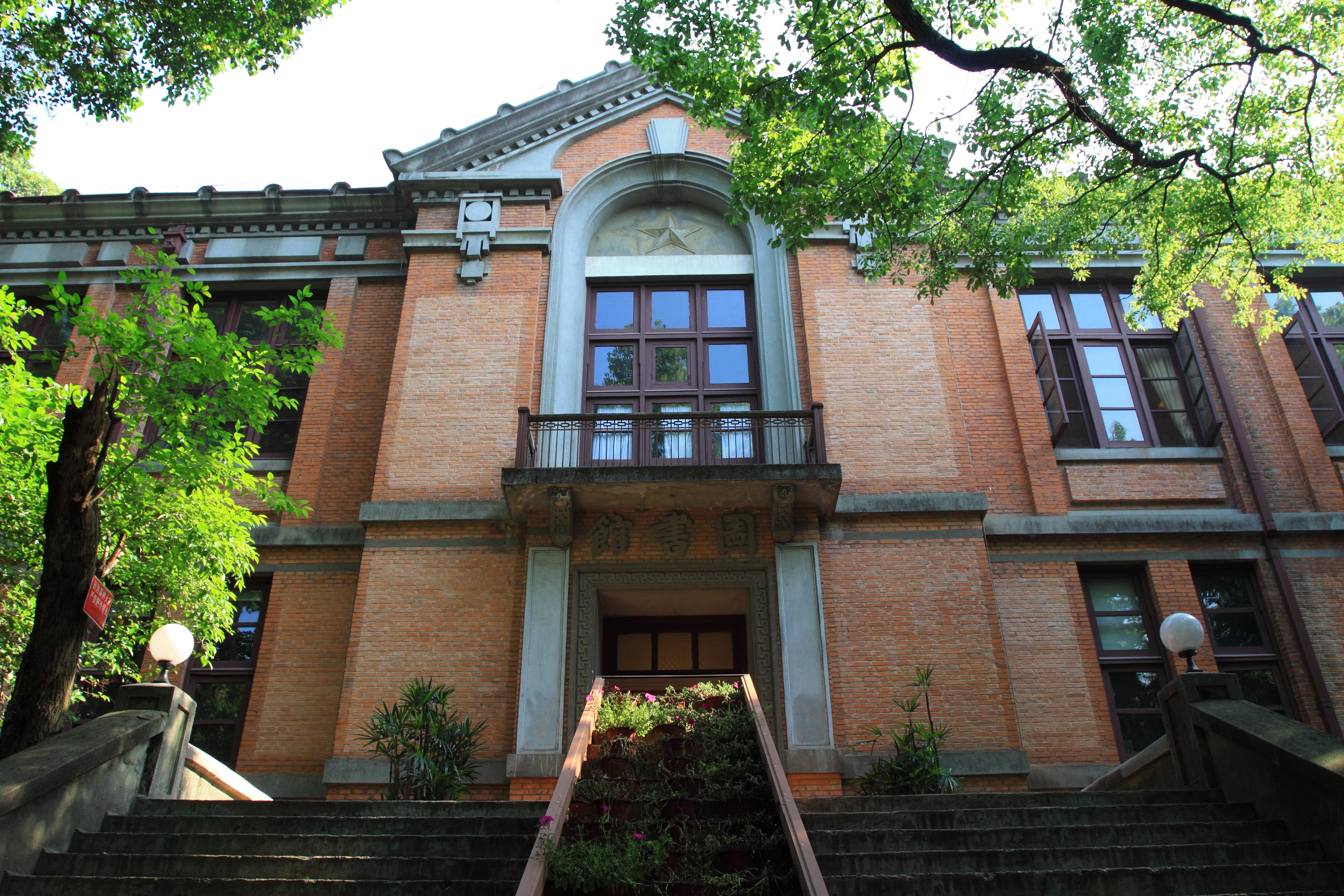
Cơ sở Kim Tử Cảng
Cơ sở Kim Tử CảngCơ sở Kim Tử Cảng

### Cơ sở Chu Sơn
Phân hiệu Chu Sơn (giản thể: 舟山校区; phồn thể: 舟山校區) tọa lạc tại thành phố Chu Sơn tỉnh Chiết Giang là một cơ sở mới được mở vào năm 2015 và là cơ sở của Trường Cao đẳng Đại Dương.

## Hiệu trưởng qua các thời kỳ
| Từ Thư viện Cầu thị đến Cao đẳng Chiết Giang - 1897–1900: Lâm Khải - 1900–1901: Lục Mậu Huân - 1901–1903: Lao Nãi Tuyên - 1903–1904: Đào Bảo Liêm - 1904–1905: Lục Mậu Huân - 1905–1906: Hạng Tảo Hinh - 1906–1910: Ngô Chấn Xuân - 1910–1912: Tôn Trí Mẫn - 1912–1912: Thiệu Bùi Tử - 1912–1913: Trần Đại Tề - 1913–1914: Hồ Tráng Du Từ Trường Trung Sơn thứ 3 đến Đại học Quốc lập Chiết Giang - 1927–1930: Tương Mộng Lân - 1930–1931: Thiệu Bùi Tử - 1932–1933: Trình Thiên Phóng - 1933–1936: Quách Nhâm Viễn - 1936–1949: Trúc Khả Trinh | Đại học Chiết Giang - 1949–1951: Mã Dần Sơ - 1952–1953: Sa Văn Hán - 1953–1958: Hoắc Sĩ Liêm - 1958–1962: Chu Vinh Hâm - 1962–1968: Trần Vĩ Đạt - 1979–1982: Tiễn Tam Cường - 1982–1984: Dương Sĩ Lâm - 1982–1989: Lưu Đan (hiệu trưởng danh dự) - 1984–1988: Hàn Trinh Tường - 1988–1995: Lộ Dũng Tường - 1995–2006: Phan Vân Hạc - 2006–2013: Dương Vệ - 2013–2015: Lâm Kiến Hoa - 2015–nay: Ngô Triều Huy |  |